# Sonic the Hedgehog (OVA)
Sonic the Hedgehog (también conocida como Sonic the Hedgehog: The Movie) es una animación original para video (OVA) japonesa de dos episodios de 1996 basada en la serie de videojuegos del mismo nombre creada por Sega.
El anime cuenta con Sonic, Tails, Knuckles, Dr. Ivo Robotnik (Dr. Eggman en la versión japonesa) y algunos personajes de apoyo creados exclusivamente para la OVA, como Sara, una humana. Esta es también la primera producción de animación de Sonic que incluye a Metal Sonic, la segunda siendo Sonic Boom. Este anime de Sonic fue realizado en 1996, siendo lanzado en su país natal (Japón) donde fue titulado simplemente como Sonic the Hedgehog (ソニック · · ザ ヘッジ ホッグ, Sonikku za Hejjihoggu). Sus dos episodios de 27 minutos cada uno ("Viaje a Eggmanland" y "Sonic vs Metal Sonic") fueron lanzados en dos cintas de VHS. A pesar de que nunca fue lanzado en ningún país hispanohablante, ADV Films lo distribuyó en Estados Unidos tres años después de Japón en una edición DVD con subtítulos en Español. Tomando en consideración el doblaje en inglés, es la primera animación de la franquicia en la que Jaleel White no interpreta la voz del personaje titular.

## Argumento
El comienzo de la historia muestra la nueva creación de Doctor Ivo Robotnik (Metal Sonic). Sonic y Tails están disfrutando de un día tranquilo en la playa (inspirada en las del Caribe o las islas Baleares) (con Tails probando su nueva P.P.C.B) cuando el mensajero del presidente viene pidiendo a Sonic que fuera a su oficina. Una vez allí, descubre que el Doctor Robotnik ha secuestrado al presidente y su hija, para llegar a Sonic y aniquilarlo, y es sorprendido con una Mecha Giant (conocido como Dark Egg en la versión japonesa y Robo Metal en Inglés). Dicho robot apareció en la ciudad utópica de Robotnik, llamada Eggmanland (Robotropolis en doblaje de Inglés) y destierra al doctor, saboteando el generador del robot, que explotará en menos de un día. Robotnik le pide a Sonic que se dirija al País de las Tinieblas para detenerlo. Una vez allí, Sonic derrota al mecha, que resulta ser el propio Robotnik. El doctor atrajo a Sonic a su base con el fin de copiar sus recuerdos, personalidad y conocimientos para su nuevo robot, Hyper Metal Sonic, un robot con forma de Sonic. Este robot adquiriría los recuerdos y sentimientos de Sonic, viviendo la misma vida que el erizo azul.
En la versión en inglés, las dos regiones del Planeta de la Libertad se conocen como "dimensiones separadas", muy probablemente debido a un error de traducción.
La Tierra del Cielo se compone de un número desconocido de continentes que flotan en la estratosfera del planeta. Todos ellos están conectados a una formación de hielo masivo (denominado en la versión doblada como un glaciar, pero es más probable una montaña), que también sirve para anclarlos a la superficie del planeta por debajo, al igual que el pequeño planeta de Sonic CD. De acuerdo con el Knuckles de esta continuidad, si esta red de hielo fuese destruida, la rotación del Planeta de la Libertad lanzaría esa tierra del cielo al espacio exterior, sin duda, matando a todos en él.
La tierra de la oscuridad es el título usado para tratar la superficie real del Planeta de la Libertad, un desierto post-apocalíptico en el que solo se conoce la existencia de un ser vivo: el Dr. Robotnik. La mayor parte de su terreno es montañoso y salvaje, pero Sonic y Tails eventualmente llegar a una ciudad muy moderna, donde ven que las ruinas de los edificios se derrumban en el mar. Aquí es donde se encuentra el imperio de Robotnik, Eggmanland (los puntos de referencia indican claramente que reside en lo que fue una vez Manhattan). La tierra de la oscuridad podría haber obtenido su nombre debido a las densas nubes que bloquean la mayor parte de la luz del sol. A pesar de su oscuridad, la tierra de la oscuridad es muy verde, pese a que todas sus regiones están llenas de trampas mortales y los robots asesinos diseñado por Robotnik. Solo se puede acceder de dos maneras: por un torbellino de tipo "portal" en la Tierra del Cielo, o juntando en una zona de deformación, un enlace extradimensional entre dos puntos del Planeta de la Libertad. La ciudad y el aspecto de ese sitio implican que el Planeta de la Libertad es una Tierra post-apocalíptica, pasando luego a ser llamada Tierra del cielo, formada por islas flotantes.

## Censura
La versión VHS lanzada en América del Norte y Europa sufrió una serie de cambios, porque ADV Films pensó que tiene contenido obsceno, originalmente el DVD se lanzó sin censura alguna. Hay varias escenas censuradas en la versión americana, algunas de ellas son:
- Sonic enseñándole el dedo del medio a Dark Eggman, en la versión editada, le muestra el índice.
- Eggman coqueteando con Sara, Sara responde "¿Qué estás haciendo con tus manos?" y Eggman responde "¡Se siente tan bien!", considerando que tocaba sus pechos.
- Sara diciendo "pervertido" cuando Metal Sonic mira bajo su vestido.
- Sonic siendo golpeado en la entrepierna cuando cae en el Eggmobile de Eggman.
- Sara imaginándose como sería la vida si estuviera casada con Eggman y la muestran embarazada, amamantando un bebé.
- Tails estrellándose con Sara y Knuckles en una bola de nieve, terminando aferrado en el pecho de Sara.
- Sara y Eggman, entre los escombros de Dark.

## Reparto

### Japonés
- Masami Kikuchi - Sonic the Hedgehog, Metal Sonic
- Hekiru Shiina - Miles "Tails" Prower
- Yasunori Matsumoto - Knuckles the Echidna
- Junpei Takiguchi - Doctor Eggman
- Mika Kanai - Sara
- Yuzuru Fujimoto - Presidente
- Chafūrin - El viejo Búho

### Inglés
- Martin Burke - Sonic the Hedgehog
- Lainie Fraiser - Miles "Tails" Prower
- Bill Wise - Knuckles the Echidna
- Edwin Neal - Dr. Robotnik/El Presidente
- Sascha Biesi - Sara
- Charles C. Campbell - El Viejo Búho
- Gary Dehan - Metal Sonic

## Posicionamiento en listas
| País (Lista 1999)                          | Posición más alta |
| ------------------------------------------ | ----------------- |
| Estados Unidos (Billboard Top Video Sales) | 7                 |
| Estados Unidos (Billboard Top Kid Video)   | 5                 |